# Монастырь Ахиропиитос
Монасты́рь Ахиропи́итос (греч. Ιερά Μονή Αχειροποιήτου от др.-греч. Ἀχειροποίητος — «нерукотворный») — недействующий монастырь Киренийской митрополии Кипрской православной церкви, расположенный в муниципалитете Лапитос близ деревни Каравас на севере острова Кипр, на территории района Кирения. После турецкого вторжения 1974 года город контролируется Турецкой Республикой Северного Кипра.
Монастырь находится в стадии консервации со стороны Международного Центра исследований наследия Американского университета Гирне.

## История
Название монастыря происходит от нерукотворной иконы, которая, как считается, была чудесным образом перемещена из исходного местоположения в Малой Азии, чтобы спасти её от разрушения в результате турецкого завоевания.
Монастырь вскоре приобрёл известность и в конце концов стал одним из заметных духовных центров острова. В монастыре располагалась резиденция епископа Ламбусского, одного из 15 епископов Кипрской православной церкви до 1222 года.
По преданию, саван Иосифа Аримафейского был когда-то хранился в этом монастыре, откуда он был доставлен в итальянский Турин, в 1452 году, где она остается на сегодняшний день и в настоящее время известен как Туринская плащаница.
В 1735 году русский путешественник Василий Григорович-Барский посетил монастырь и заметил, что там было девять-десять монахов. Несколько лет спустя, в 1760 году примерно, немецкий путешественник Петерман, который посетил монастырь в 1851 году, напомнил, что за девяносто лет до того времени турецкие захватчики из Карамана разграбили и сожгли монастырь. К девятнадцатому веку, число монахов сократилось, и в двадцатом столетии в монастыре уже не было насельников.
В 1897 году был недалеко от монастыря был обнаружен клад ранневизантийских предметов серебра, известный как Lambousa Treasure, или First Cyprus Treasure и, она включает множество богослужебных предметов, датированных VI—VII веками, возможно, намеренно спрятанными во время арабского вторжения на Кипр в 653 году. Клад был приобретен Британским музеем в 1899 году.
После провозглашения независимости Кипра, греческие солдаты были расквартированы в жилых зданиях монастыря. После турецкого вторжения на Кипр в 1974 году монастырь стал военным лагерем турецкой армии. Комплекс продолжает быть закрытым для посещения.

## Архитектура
Монастырь был построен в XI веке на фундаменте разрушенной христианской церкви шестого века. На протяжении веков монастырь много раз перестраивался и теперь он представляет собой смешение архитектурных стилей: раннехристианский, византийский, лузиньянский, готический и франкский. Существующая структура имеет два купола и готический притвор.